# Can Mercader (Argentona)
Can Mercader és una torre modernista d'Argentona (Maresme) inclosa a l'Inventari del Patrimoni Arquitectònic de Catalunya.

## Descripció

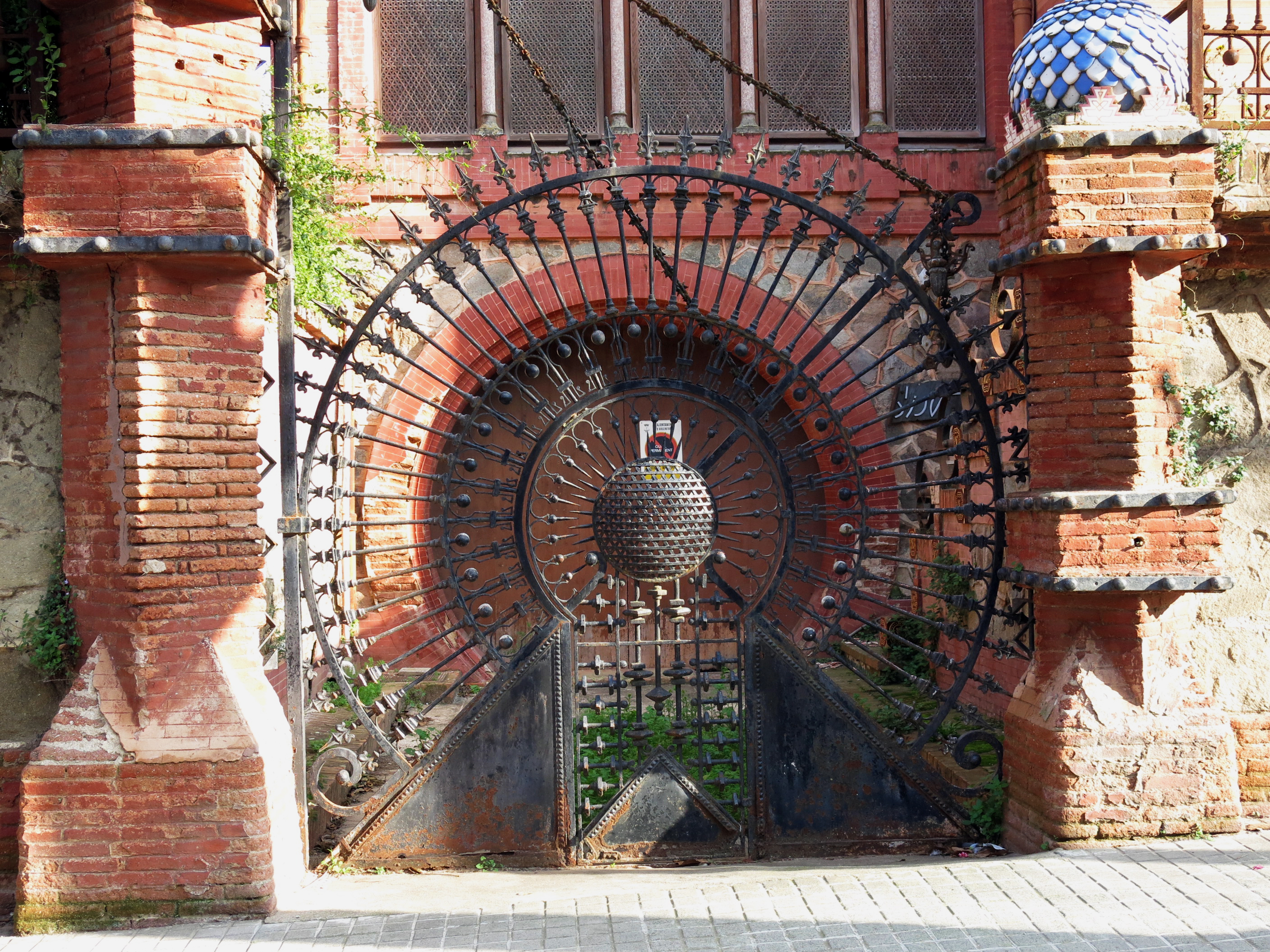
Tanca de ferro forjat

És una torre situada al carrer del Baró de Viver, tradicional camí que comunica el centre de la vila amb el veïnat d'en Lledó. L'edifici, casa d'estiueig com la resta de les torres de la zona, malgrat la profusió d'elements decoratius arabescos, la seva estructura respon a la tradicional forma de les cases residencials, amb incorporacions o annexos propis de l'època. La casa feta de tres cossos, inclosa la torre, devia haver sofert una remodelació a la façana, que sense canviar la disposició dels seus elements la revestí d'elements de la més refinada inspiració arabesca (tipus Alhambra). La façana combina l'arrebossat de tons vermellosos, fent sanefes, i l'obra vista a finestres i portes.
Recentment restaurada, el seu ús sembla com a club privat o d'una agència de publicitat.